# Jurij Trebizondski
Jurij Trebizondski (grško Γεώργιος Τραπεζούντιος, grški filozof, učenjak, humanist in prevajalec, * 3. april 1395, Kreta, † 1486, Rim.
Jurij Trebizondski je bil predstavnik renesančnega humanizma. V metodologiji je bil pokristjanjeni aristotelovec.

## Življenje
Rodil se je na grškem otoku Kreti – tedaj beneški koloniji, znani kot Kraljevina Kandija. Svoj priimek Trapezuntius je izpeljal iz dejstva, da so bili njegovi predniki bizantinski Grki iz Trapezundskega cesarstva.
Kdaj je odšel v Italijo ni znano. Po nekaterih virih so ga okoli leta 1430 povabili v Benetke, da bi deloval kot amanuensis Francescu Barbaru, za katerega se zdi, da ga je že spoznal. Po drugih virih naj bi Italijo obiskal šele v času florentinskega koncila (1438–1439). Živel je življenje potepuškega učitelja v Benetkah, Padovi in Vicenzi.
Papež Evgen IV. ga je imenoval v Rim za papeškega tajnika. Kasneje je postal profesor na tamkajšnjem studiu. Postal je uspešen naslednik Manuela Hrizolorasa. Prišli so ga poslušat Španci, Nemci in Francozi. Pri študiju grškega jezika je podpiral Regiomontana, ki se je ukvarjal z astronomskimi raziskavami v Rimu. Leta 1450 je prostovoljno opustil to učiteljsko mesto.
Od Vittorina da Feltreja se je naučil latinščine in tako hitro napredoval, da je v treh letih lahko poučeval latinsko književnost in retoriko. Njegov sloves učitelja in prevajalca Aristotela je bil zelo velik, za tajnika pa ga je izbral papež Nikolaj V., goreč aristotelovec. Nikolaj V. mu je zaupal prevod grških spisov Evzebija, Cirila, Krizostoma, Aristotela (Retorika), Platona (1451, Zakoni) in Ptolemaja v latinščino. Naredil je dobesedne prevode, ki so jih humanisti že takrat ostro kritizirali.
Grenkoba njegovih napadov na Platona (v Comparatio Aristotelis et Platonis iz leta 1458, ki jih je zgodovinar James Hankins opisal kot »eno najizjemnejših mešanic učenja in norosti, kar jih je bilo kdaj napisanih«), je požela močan odziv Ivana Bessariona (In calumniatorem Platonis, natisnjeno leta 1469), ter očitno prenagljen in netočen značaj njegovih prevodov Platona, Aristotela in drugih klasičnih avtorjev sta skupaj uničila njegov sloves učenjaka in ogrozila njegov položaj kot učitelja filozofije. Papež Pij II. je bil med kritiki Jurijevih prevodov. Ogorčenje zoper Jurija zaradi njegovega prvoimenovanega dela je bilo tako veliko, da bi bil verjetno prisiljen zapustiti Italijo, če mu Alfonz V. Aragonski ne bi dal zaščito na neapeljskem dvoru. Prepiral se je z Bessarionom, Teodorom Gazo, Niccolòm Perottijem in Poggiom Bracciolinijem. 
Leta 1458 je v svoji knjigi Comparatio Platonis et Aristotelis napadel neoplatonizem, ki ga je v Italijo prinesel Pleton, in obtožil njegove predstavnike, da spodkopavajo krščanstvo in uvajajo novo poganstvo. Zaradi neumnosti svojega dela in svoje arogantne narave se je umaknil papežu, tako da je moral leta 1452 zapustiti Rim.
Prevod Almagesta je med drugim popravil Georg von Peurbach.
Po tem se je Jurij Trapezundski selil po različnih mestih v Italiji brez določene službe ali dohodka. Pod papežem Pavlom II. so mu dovolili, da se je leta 1453 iz Neaplja vrnil v Rim. Vendar si ni nikoli povrnil nekdanjega položaja in se je znašel v novih preizkušnjah. Čeprav je bil nadarjen učitelj, je bil zaradi svoje predrznosti in prepirov povsod nepriljubljen.
Leta 1471 je v Rimu izdal zelo uspešno latinsko slovnico, ki je temeljila na delu drugega grškega slovničarja latinščine, Priscijana. Poleg tega mu je prejšnje delo o grških retoričnih načelih prineslo široko priznanje, tudi s strani njegovih nekdanjih kritikov, ki so priznali njegovo briljantnost in učenost.
Na potovanju v Bizanc je verjetno neuspešno poskušal spreobrniti turškega sultana v krščanstvo. S svojo knjigo Resnica krščanske vere je izrazil prepričanje, da si Bog želi »enotnosti vseh ljudi«, in predlagal, naj se sultan odreče nasilju in skliče konferenco kristjanov in muslimanov.
Umrl je v veliki revščini leta 1486 v Rimu. Pokopali so ga v La Minervi, blizu katere je imel skromno hišo.

## Dela
Za popoln seznam njegovih številnih del, ki jih sestavljajo prevodi iz grščine v latinščino (Platon, Aristotel in cerkveni očetje) ter izvirni eseji v grščini (predvsem teološki) in latinščini (slovnični in retorični), glej Fabricius, Johann Albert, Bibliotheca Graeca (ur. Harless, Gottlieb), xii.
Verjetno je bila njegova Kratka dialektika natisnjena že leta 1508.